# Número de Leviatã
O número de Leviatã em matemática é definido como o fatorial de 10 a 666ª potência: (10666)!
Em satanismo e numerologia, o número de Leviatã é o 3.